# Полоцкая улица (Москва)
По́лоцкая у́лица (название утверждено 19 апреля 1965 года) — улица в Москве, на территории района Кунцево Западного административного округа.

## Описание
Проходит между улицами Ивана Франко и Ельнинской. Справа примыкает улица Екатерины Будановой, слева — Кунцевская улица; пересекает Молодогвардейскую улицу.
На участке между улицами Молодогвардейской и Ивана Франко представляет собой широкий бульвар (шириной 60 м). Между Молодогвардейской и Ельнинской улицами — однополосная в каждом направлении.
Нумерация домов начинается от улицы Ивана Франко.

## Происхождение названия
Улица была застроена в составе города Кунцево и тогда называлась улица Ленина.
При включении города Кунцево в состав Москвы в 1960 году название было заменено в связи с наличием многочисленных топонимических дублёров на других присоединённых территорий. 19 апреля 1965 года улица была переименована по древнему белорусскому городу Полоцк в связи с её расположением в западной части Москвы.

## Здания и сооружения
По нечётной стороне:
- № 21 — Общеобразовательная школа № 806 (1950 года постройки — старейшая из сохранившихся в районе)[3]

По чётной стороне:

## Транспорт

### Ближайшие станции метро
- Молодёжная

### Железнодорожный транспорт
- Платформа «Рабочий Посёлок» Белорусского направления Московской железной дороги (МЦД-1)

### Наземный транспорт
По улице проходят автобусы 73, 127, 127а, 757.